# 劉毓崧
劉毓崧（1818年—1867年），字伯山，號松崖，江蘇儀征人，清代学者。

## 生平
自幼随父客游四方，道光庚子优贡生。卒于同治六年（1867年）。著有《春秋左傳大義》，另《周易》、《尚书》、《毛诗》、《礼记》的《旧疏考正》各一卷，以及《經傳通義》、《诸子通义》各四卷，《王船山年谱》2卷，《通义堂笔记》、《通义堂文集》各16卷等書。

## 家族
父亲劉文淇。世代精研《左傳》之學。
有四子，長子劉壽曾，以三世共注一部《春秋左氏傳》著稱，此書撰至襄公四年。次子刘贵曾，三子刘富曾，四子刘显曾。孙刘师培为近代中国无政府主义先驱。